# GS美神 美麗的逃亡者系列
《GS美神 美麗的逃亡者系列》（日語：GS美神 美しき逃亡者シリーズ）是日本漫畫家椎名高志的漫畫、電視動畫《GS美神》的角色歌曲、單曲系列。
全5張。1994年1月21日全由King Records同步發行。

## 概要
《GS美神 美麗的逃亡者系列》是同名漫畫原作者椎名高志的漫畫改編電視動畫《GS美神》衍生的角色歌曲、單曲系列。1994年1月21日全5張同步發行之後曾在同年3月度創下2萬張最高銷售記錄，其中以飾演小絹的聲優國府田麻理子的『V』（「悲DESTINY」）更創下高達2萬8000張的銷售記錄。
還有，《GS美神 美麗的逃亡者系列》的單曲封面插圖是由動畫版負責人物設定的青山充繪製。至於另外收錄的迷你廣播劇劇本是由動畫編劇松井亞彌負責。
後來，5張角色歌曲、單曲系列的表題曲都在1995年7月21日發行的同名動畫CD原聲帶《GS美神 Gorgeous Songs》收錄，2005年1月26日以精選專輯形式再發盤。

## Vol.1
收錄内容
1. 地上最強GS [3:45]
  - 作詞：彩木沓，作曲：名古屋司，編曲：
2. 地上最強GS（Off Vocal Version） [3:45]
3. ESCAPE.1「逃亡者美神·消」 [11:46]

## Vol.2
收錄内容
1. 仲良式神 [4:00]
  - 作詞：彩木沓，作曲：，編曲：長內悟
2. 仲良式神（Off Vocal Version） [4:00]
3. ESCAPE.2「逃亡者」 [11:54]

## Vol.3
收錄内容
1. [4:28]
  - 作詞：彩木沓，作曲：，編曲：
2. （Off Vocal Version） [4:28]
3. ESCAPE.3「逃亡者道」 [11:18]

## Vol.4
收錄内容
1. [3:21]
  - 作詞：中澤，作曲：西澤明，編曲：長內悟
2. （Off Vocal Version） [3:21]
3. ESCAPE.4「裏切逃亡者」 [11:32]

## Vol.5
收錄内容
1. 悲DESTINY [4:02]
  - 作詞：泉，作曲：，編曲：長內悟
2. 悲DESTINY（Off Vocal Version） [4:02]
3. ESCAPE.5「逆逃亡者」 [11:28]

## 來源
1. ↑  「優CD人気」《日經流通新聞（日语：日経MJ）》1994年3月24日版，第23面。